# Rappa Ternt Sanga
Albums de T-Pain
Epiphany
(2007)
Singles
1. I'm Sprung
Sortie : 16 août 2005
2. I'm 'n Luv (Wit a Stripper)
Sortie : 13 décembre 2005

Rappa Ternt Sanga est le premier album studio de T-Pain, sorti le 6 décembre 2005.
Le titre est un jeu de mots : « le rappeur devenu chanteur » (Rapper Turned Singer). Mais T-Pain a déclaré vouloir être « rappeur » plutôt que « chanteur ».
L'album détaille la vie du rappeur, décrivant ses désirs en matière de sexualité et de sensualité et sa consommation excessive de cannabis.
Rappa ternt Sanga s'est classé 8e au Top R&B/Hip-Hop Albums et 33e au Billboard 200, se vendant à plus de 800 000 exemplaires, et a été certifié disque d'or par la Recording Industry Association of America (RIAA) le 9 mars 2006. Ses deux singles, I'm Sprung et I'm 'n Luv (Wit a Stripper), se sont classés au Billboard Hot 100.

## Liste des titres
| No  | Titre                                               | Contient un (des) sample(s) de           | Durée |
| --- | --------------------------------------------------- | ---------------------------------------- | ----- |
| 1.  | Rappa Ternt Sanga (Intro)                           | If Only for One Night de Luther Vandross | 1:48  |
| 2.  | I'm Sprung                                          |                                          | 3:51  |
| 3.  | I'm N Luv (Wit a Stripper) (featuring Mike Jones)   |                                          | 4:25  |
| 4.  | Studio Luv                                          |                                          | 3:37  |
| 5.  | U Got Me (featuring Akon)                           |                                          | 3:35  |
| 6.  | Let's Get It On                                     |                                          | 3:52  |
| 7.  | Como Estas (featuring Taino)                        |                                          | 3:34  |
| 8.  | Have It (Interlude)                                 |                                          | 3:16  |
| 9.  | Fly Away                                            |                                          | 3:55  |
| 10. | Going Thru a Lot (featuring Bone Crusher)           |                                          | 4:28  |
| 11. | Say It                                              |                                          | 4:00  |
| 12. | Dance Floor (featuring Tay Dizm)                    |                                          | 5:09  |
| 13. | Ur Not the Same (featuring Akon)                    |                                          | 4:17  |
| 14. | My Place                                            |                                          | 3:40  |
| 15. | Blow Ya Mind                                        |                                          | 4:16  |
| 16. | Ridge Road                                          |                                          | 4:34  |
| 17. | I'm Hi (featuring Styles P)                         |                                          | 4:37  |
| 18. | I'm Sprung 2 (featuring Trick Daddy et YoungBloodZ) |                                          | 4:20  |